# یواس‌اس پنتئوس (ای‌آرال-۲۰)
یواس‌اس پنتئوس (ای‌آرال-۲۰) (به انگلیسی: USS Pentheus (ARL-20)) یک کشتی بود که طول آن ۳۲۸ فوت (۱۰۰ متر) بود. این کشتی در سال ۱۹۴۴ ساخته شد.